# Hermann Vierordt

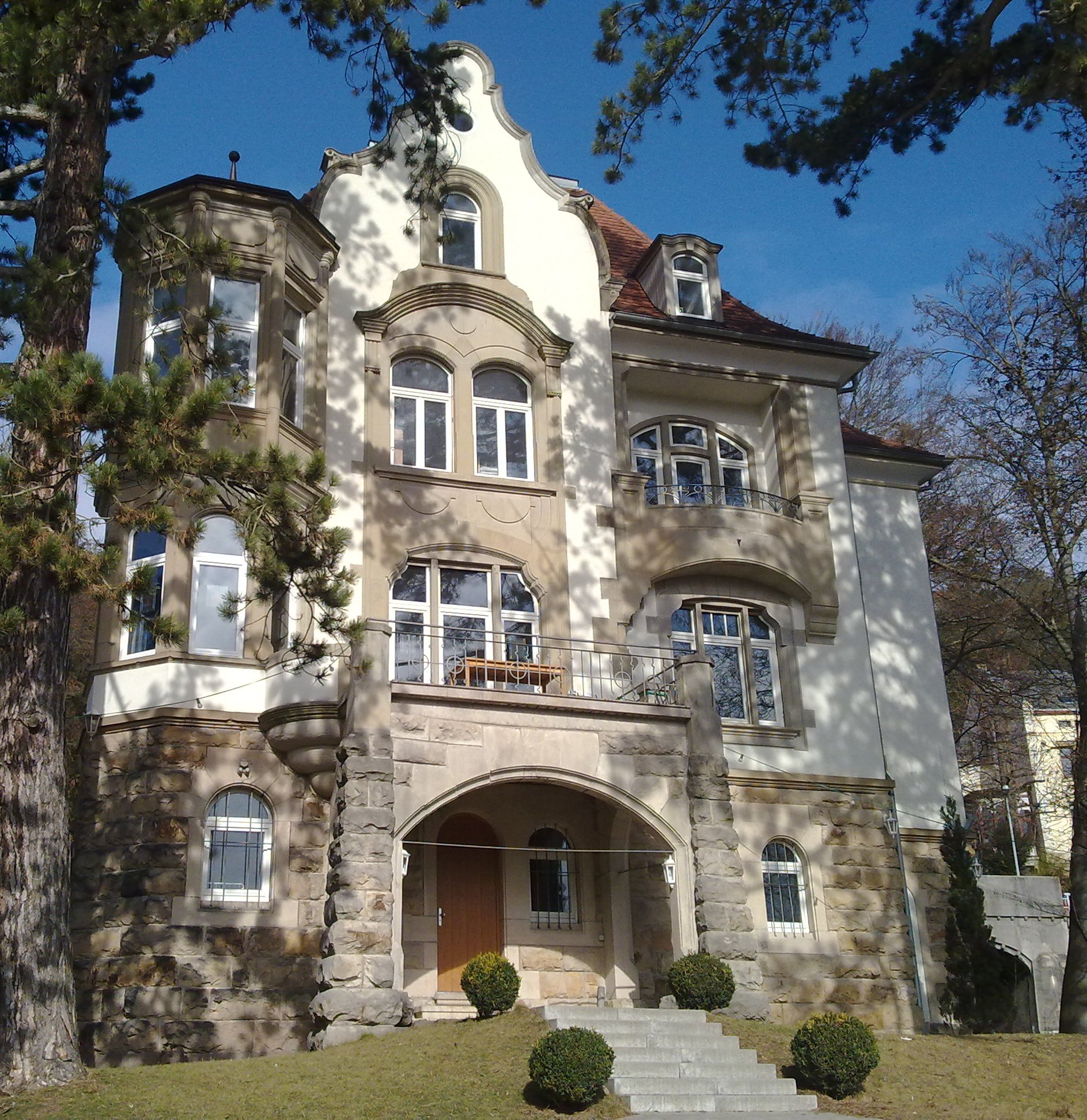
Wohnhaus von Hermann und Anna Vierordt in Tübingen (1904 erbaut)

Hermann Vierordt (* 13. Oktober 1853 in Tübingen; † 28. Dezember 1943 ebenda) war ein deutscher Mediziner und Medizinhistoriker.

## Leben
Hermann Vierordt war ein Sohn des Physiologen Karl von Vierordt und dessen Ehefrau Pauline, geborene Seubert, einer Tochter des Geheimrats Karl August Seubert und dessen Ehefrau Wilhelmine, geborene Vierordt. Der Theologe Karl Friedrich Vierordt war sein Großvater. Hermann Vierordt studierte an der Eberhard Karls Universität Tübingen, der Friedrich-Wilhelms-Universität zu Berlin, der Universität Wien und der Universität Leipzig Medizin und wurde 1876 bei Johann von Säxinger in Tübingen mit seiner Dissertation Beiträge zur experimentellen Laryngoskopie promoviert. Anschließend wirkte er in der Zeit von 1877 bis 1884 als Assistent bei Carl von Liebermeister, habilitierte sich 1881 an der Eberhard Karls Universität Tübingen und wurde 1884 zum Titularprofessor und 1889 zum Professor extraordinarius ernannt.
Hermann Vierordt wurde am 8. Juli 1909 unter der Präsidentschaft von Albert Wangerin in der Fachsektion für wissenschaftliche Medizin unter der Matrikel-Nr. 3292 als Mitglied in die Kaiserliche Leopoldino-Carolinische Deutsche Akademie der Naturforscher aufgenommen.
Hermann Vierordt war mit Anna, geborene Roth, einer Tochter des Indologen und Religionswissenschaftlers Rudolf von Roth, verheiratet.
Er wurde auf dem Stadtfriedhof Tübingen bestattet.

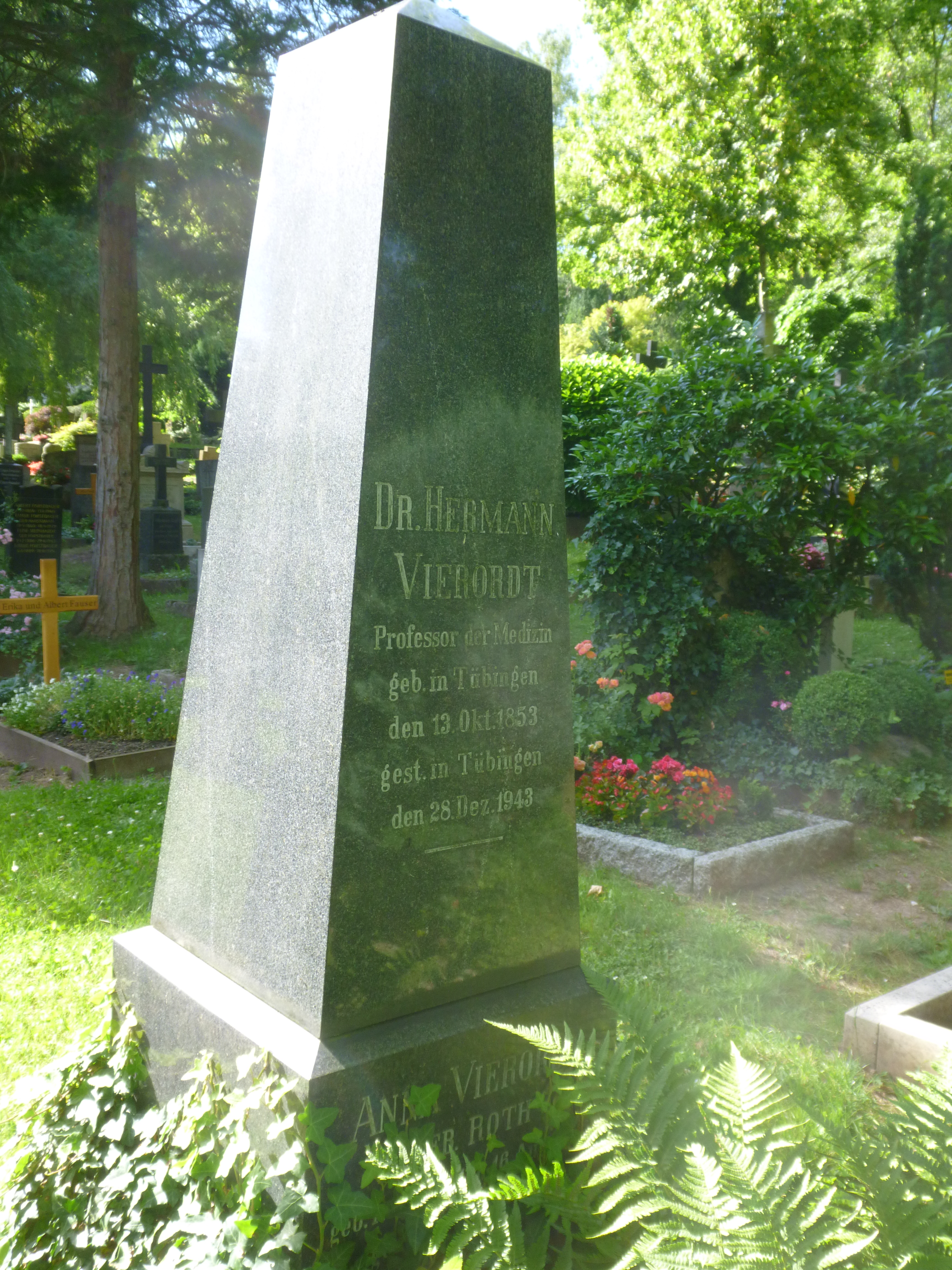
Grab von Hermann und Anna Vierordt auf dem Stadtfriedhof Tübingen

Das 1904 direkt am Neckar gegenüber dem westlichen Ende der Tübinger Neckarinsel gebaute Wohnhaus der Familie wurde im Dezember 1952 von den unverheirateten Töchtern des Ehepaars an die Burschenschaft Alte Straßburger Burschenschaft Germania verkauft und wird von dieser als Verbindungshaus genutzt.

## Schriften
- Beiträge zur experimentellen Laryngoskopie. Inaugural-Dissertation, Fues, Tübingen 1876 (Digitalisat)
- Das Gehen des Menschen in gesunden und kranken Zuständen. Nach selbstregistrirenden Methoden. Laupp, Tübingen 1881 (Digitalisat)
- Die einfache chronische Exsudativ-Peritonitis. Laupp, Tübingen 1884 (Digitalisat)
- Abhandlung über den multilokulären Echinococcus. Mohr, Freiburg im Breisgau 1886 (Digitalisat)
- Medizinisches aus der Weltgeschichte. Buntes Allerlei. Laupp, Tübingen 1893 (Digitalisat)
- Die angeborenen Herzkrankheiten. Hölder, Wien 1898 (Digitalisat)
- Anatomische, physiologische und physikalische Daten und Tabellen zum Gebrauche für Mediziner. Dritte Auflage, Fischer, Jena 1906 (Digitalisat)
- Kurzer Abriss der Perkussion und Auskultation. Neunte Auflage, Pietzcker, Tübingen 1907 (Digitalisat)
- Medizinisches aus der Geschichte. Dritte Auflage, Laupp, Tübingen 1910 (Digitalisat)
- Medizin-Geschichtliches Hilfsbuch mit besonderer Berücksichtigung der Entdeckungsgeschichte und der Biographie. Laupp, Tübingen 1916 (Digitalisat)

Er war Bearbeiter (Herausgeber) der 6. und 7. Auflage der Otto Roth’s Medizinischer Terminologie im Thieme-Verlag.